# Liebe im Raumschiff Venus
Liebe im Raumschiff Venus (Cinderella 2000) ist ein niedrig budgetierter US-amerikanischer Erotikfilm mit Science-Fiction- und Musical-Elementen aus dem Jahr 1977, der am 14. September 1977 in San Francisco Premiere hatte. Der dystopische B-Film auf Basis des Aschenputtel-Märchens wurde von Al Adamson inszeniert, dem Mitgründer der Produktionsgesellschaft Independent International Pictures. In Deutschland wurde der Film am 2. Mai 1978 erstaufgeführt.

## Handlung
In der fernen Zukunft, man schreibt das Jahr 2047, wird die überbevölkerte Erde von einer sonderbaren Obrigkeit, dem „großen Bruder“, regiert und überwacht. Der unter einer sexuellen Dysfunktion leidende Regent erlässt ein Dekret, wonach jegliche Sexualkontakte zu unterbinden sind. Lediglich wenigen Auserwählten wird der Beischlaf gewährt, wie beispielsweise dem Personal der Überwachungszentrale; darunter der Rechten Hand des Controllers – Tom Prince. Verstöße und Zuwiderhandlungen werden von den sittlichen Kontrollorganen, darunter einem androiden Roboter, geahndet und drakonisch bestraft.
In dieser totalitäre Überwachung lebt die junge, attraktive Cindy gemeinsam mit ihrer hypersexuellen Stiefmutter und den beiden unzüchtigen Stiefschwestern Stella und Bella. Cindys Alltag ist von harter Arbeit und Benachteiligungen geprägt. Dies ändert sich erst mit der Begegnung mit einem feenartigen Zauberer, einem Wesen von einem anderen Planeten, der freie Liebe und sexuelle Emanzipation propagiert. Der Zauberer befindet sich auf einer Mission: Cindy soll Liebe unter das Erdenvolk bringen.
Zeitlich versetzt überzeugt der rebellische Tom den großen Bruder endlich demokratische Regeln einzuführen, da das gewöhnliche Volk nach Amüsements dürstet. Ein „unkontrollierter Kostümball“ mit Auserwählten wird umgehend einberaumt. Per Los erhalten Bella und Stella eine Einladung. Cindy bleibt traurig zurück, bis der Zauberer ihr letztlich eine Teilnahme ermöglicht. Mit einer aufsehenerregenden Robe sorgt sie bei den Feierlichkeiten für Furore. Es gelingt der selbsternannten „Königin der Liebe“, Tom von der Schönheit der Liebe zu überzeugen. Am Ende kann Cindy den Anführer ebenfalls von der Notwendigkeit der freien Liebe überzeugen. Auf der Erde kommt es zur ersehnten Wende.

## Rezeption
Blickpunkt:Film bezeichnet Liebe im Raumschiff Venus als ein „Sci-Fi-Sexical“. Die VideoWoche bemängelt die „dümmliche Handlung, billigste Kulissen, ein in erster Linie aus Abba-Imitationen bestehendes Liedgut und andere Peinlichkeiten“. Das Lexikon des internationalen Films schreibt, der Sexfilm verlege „das Aschenputtel-Märchen in billige Science-Fiction-Kulissen“.

## Veröffentlichungen für den Heimmarkt
- VHS
- 2009: DVD[3]